# Sprężyna płaska

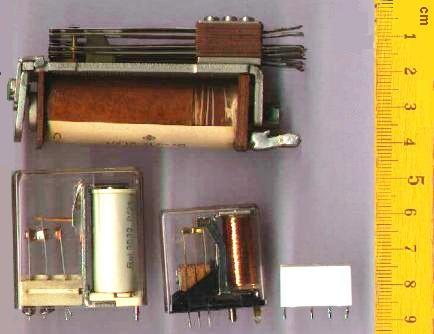
Zastosowanie sprężyn płaskich – styki w przekaźnikach

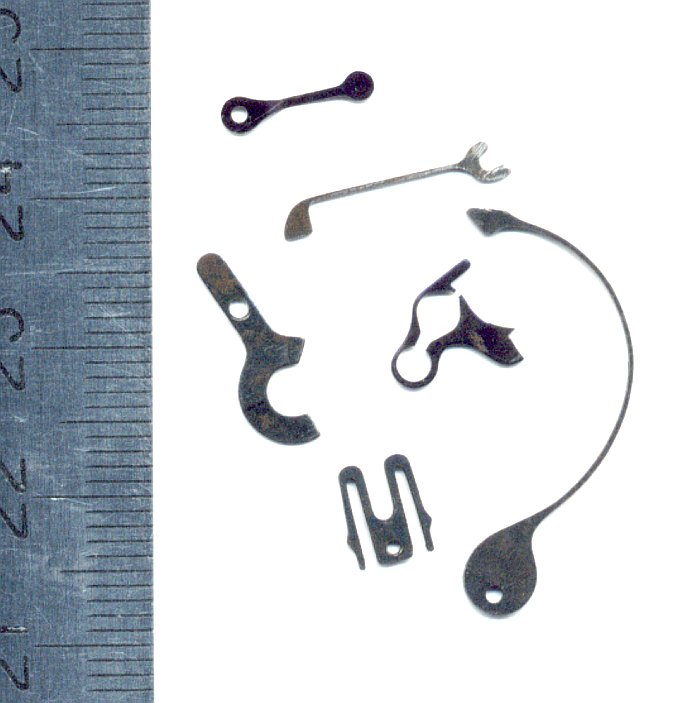
Sprężyny płaskie występujące w mechanizmach zegarkowych

Sprężyna płaska – element wykonany z materiałów sprężystych, blachy, taśmy, płaskowników lub z prętów. 
Najprostszą sprężyną płaską jest prosty pręt. Najczęściej stosuje się sprężyny płaskie o charakterystyce liniowej. Przykładem sprężyny płaskiej o charakterystyce nieliniowej jest resor samochodowy. Sprężyna płaska może być wykonana z większej liczby płaskowników lub prętów połączonych ze sobą w taki sposób, aby umożliwić ich wzajemne przesuwanie.